# Huangli (köpinghuvudort i Kina, Jiangsu Sheng, lat 31,64, long 119,71)
Huangli (kinesiska: 湟里, 湟里镇) är en köpinghuvudort i Kina. Den ligger i provinsen Jiangsu, i den östra delen av landet, omkring 99 kilometer sydost om provinshuvudstaden Nanjing. Antalet invånare är 72 001. Befolkningen består av 35 109 kvinnor och 36 892 män. Barn under 15 år utgör 12,0 %, vuxna 15-64 år 75 %, och äldre över 65 år 11,0 %.
Runt Huangli är det tätbefolkat, med 790 invånare per kvadratkilometer. Närmaste större samhälle är Guanlin, 14,6 km söder om Huangli. Trakten runt Huangli består till största delen av jordbruksmark.
Genomsnittlig årsnederbörd är 1 525 millimeter. Den regnigaste månaden är juli, med i genomsnitt 289 mm nederbörd, och den torraste är januari, med 43 mm nederbörd.